# 全日本新体操クラブ選手権大会
全日本新体操クラブ選手権大会（ぜんにほんしんたいそうクラブせんしゅけんたいかい）は、日本新体操連盟主催・日本体操協会共催で行われる新体操の大会である。1992年より8月末頃に東京体育館で開催される。

## 概要
選手クラブの選手を年齢別でシニア（16歳以上）とジュニア（13～15歳）に分けて競技を実施。
クラブごとで1部リーグ・2部リーグに分け、それぞれクラブ対抗・シニア個人・ジュニア個人で争う。1部は2部上位とシードが参加。上位に入ればイオンカップ世界新体操クラブ選手権および全日本新体操選手権大会の出場権を得られる。